# Sutcliffe (Nevada)
Sutcliffe è un census-designated place (CDP) degli Stati Uniti, situato nella Contea di Washoe nello stato del Nevada. Nel censimento del 2000 la popolazione era di 278 abitanti. Appartiene all'area metropolitana di Reno-Sparks.

## Geografia fisica
Secondo i rilevamenti dell'United States Census Bureau, la località di Sutcliffe si estende su una superficie di 25,9 km², tutti occupati da terre.

## Popolazione
Secondo il censimento del 2000, a Sutcliffe vivevano 281 persone, ed erano presenti 70 gruppi familiari. La densità di popolazione era di 11 ab./km². Nel territorio comunale si trovavano 113 unità edificate. Per quanto riguarda la composizione etnica degli abitanti, il 41,64% era bianco, il 47,69% era nativo e lo 0,71% proveniva dall'Oceano Pacifico. Il 2,14% della popolazione apparteneva ad altre razze e il 7,83% a più di una. La popolazione di ogni razza ispanica corrispondeva al 5,69% degli abitanti.
Per quanto riguarda la suddivisione della popolazione in fasce d'età, il 31,7% era al di sotto dei 18, il 7,5% fra i 18 e i 24, il 23,1% fra i 25 e i 44, il 26,3% fra i 45 e i 64, mentre infine l'11,4% era al di sopra dei 65 anni di età. L'età media della popolazione era di 37 anni. Per ogni 100 donne residenti vivevano 109,7 maschi.